# Chamaemyia nigripalpis
Chamaemyia nigripalpis är en tvåvingeart som beskrevs av Collin 1966. Chamaemyia nigripalpis ingår i släktet Chamaemyia och familjen markflugor. Inga underarter finns listade i Catalogue of Life.